# NGC 1635
NGC 1635 is een balkspiraalstelsel in het sterrenbeeld Eridanus. Het hemelobject werd op 1 januari 1786 ontdekt door de Duits-Britse astronoom William Herschel.

## Synoniemen
- PGC 15773
- UGC 3126
- MCG 0-12-63
- ZWG 393.60
- IRAS 04375-0038